# Angolperje
Az angolperje (Lolium perenne) az egyszikűek (Liliopsida) osztályának perjevirágúak (Poales) rendjébe, ezen belül a perjefélék (Poaceae) családjába tartozó faj.

## Előfordulása
Az angolperje eredeti elterjedési területe Európa, Ázsia és Északnyugat-Afrika. Észak- és Dél-Amerikába, valamint Új-Zélandra és Ausztráliába betelepítették ezt a növényt. Nyugat-Európában a legeltetett zöldterületek jellegzetes faja. Tömött gyepet alkothat, mely a taposást is jól tűri, ezért igen sokoldalúan használható. Parkok és kertek pázsitjaiban is mindig megtaláljuk.

## Alakjai
- Lolium perenne f. longiglume (Grantzow) Junge - szinonimája: Lolium perenne var. longiglume Grantzow
- Lolium perenne f. orgyiale (Döll) Junge - szinonimája: Lolium perenne var. orgiale Döll
- Lolium perenne f. paleaceum (Döll) Holmb. - szinonimája: Lolium perenne var. paleaceum Döll
- Lolium perenne f. ramosum (Schumach.) Holmb. - szinonimája: Lolium perenne var. ramosa Schumach.
- Lolium perenne f. viviparum (Gray) Holmb. - szinonimája: Lolium perenne var. viviparum Gray

## Megjelenése
Az angolperje fényes sötétzöld, meddő hajtásokkal is rendelkező, lazán bokros növekedésű, évelő növény. Enyhébb, csapadékosabb éghajlatban hajtásai télizöldek.  Dús, bojtos gyökérzete mélyen hatol a talajba, és sűrűn behálózza annak felső rétegét. Szárai kopaszok, hengeresek, kevés csomóval, felállók, lazán szétterülők vagy ívben felemelkedők. A 30-70 centiméter hosszú szárak gyakran nagyszámúak, ezért a tövek szűk térállásban zárt gyepet képeznek. Levelei a szárhoz hasonlóan kopaszok. A levéllemez 4-8milliméter széles, felül hosszanti irányban finoman rovátkolt, ezért kissé érdes, a fonákján sima, csúcsa hegyes. A levéllemez tövén a fülecske két széle összeér, a nyelvecske 1-1,5 milliméter, kissé kúpos. Kalászvirágzata mereven felálló, gyakran kissé elhajló, 15-30 centiméter hosszú. A kalász tengelye hullámvonalú, a 10-20 milliméter hosszú füzérkék élükkel illeszkednek a kalásztengelyhez, és váltakozva kétoldalt annak öbleiben ülnek, ezért a kalász kifejezetten lapított. A füzérkéknek csak egy tompa pelyvájuk van, amely a legközelebbi toklásznál legfeljebb felényivel hosszabb, ezért csak feléig borítja a füzérkét. A toklászok hegyesek, szálkátlanok, oldaluk domború. Egy füzérkében a virágok száma 6-10, míg egy kalászban a termőhelyi viszonyoktól függően 16-40 füzérkét találunk.

## Életmódja
Az angolperje általánosan elterjedt és gyakori hegyi és nedves legelőkön, száraz gyepekben, réteken, utak mentén, taposott gyomtársulásokban; üde vagy közepesen száraz, tápanyagokban és bázisokban gazdag agyag-, ritkábban homoktalajokon nő. Gyors fejlődésű, 6-8 nap alatt kikel, és rövid idő múlva már díszít. Hátránya, hogy nem hosszú életű, 2-3 év után kiritkul. A virágzási ideje májustól szeptember végéig tart.

## Képek

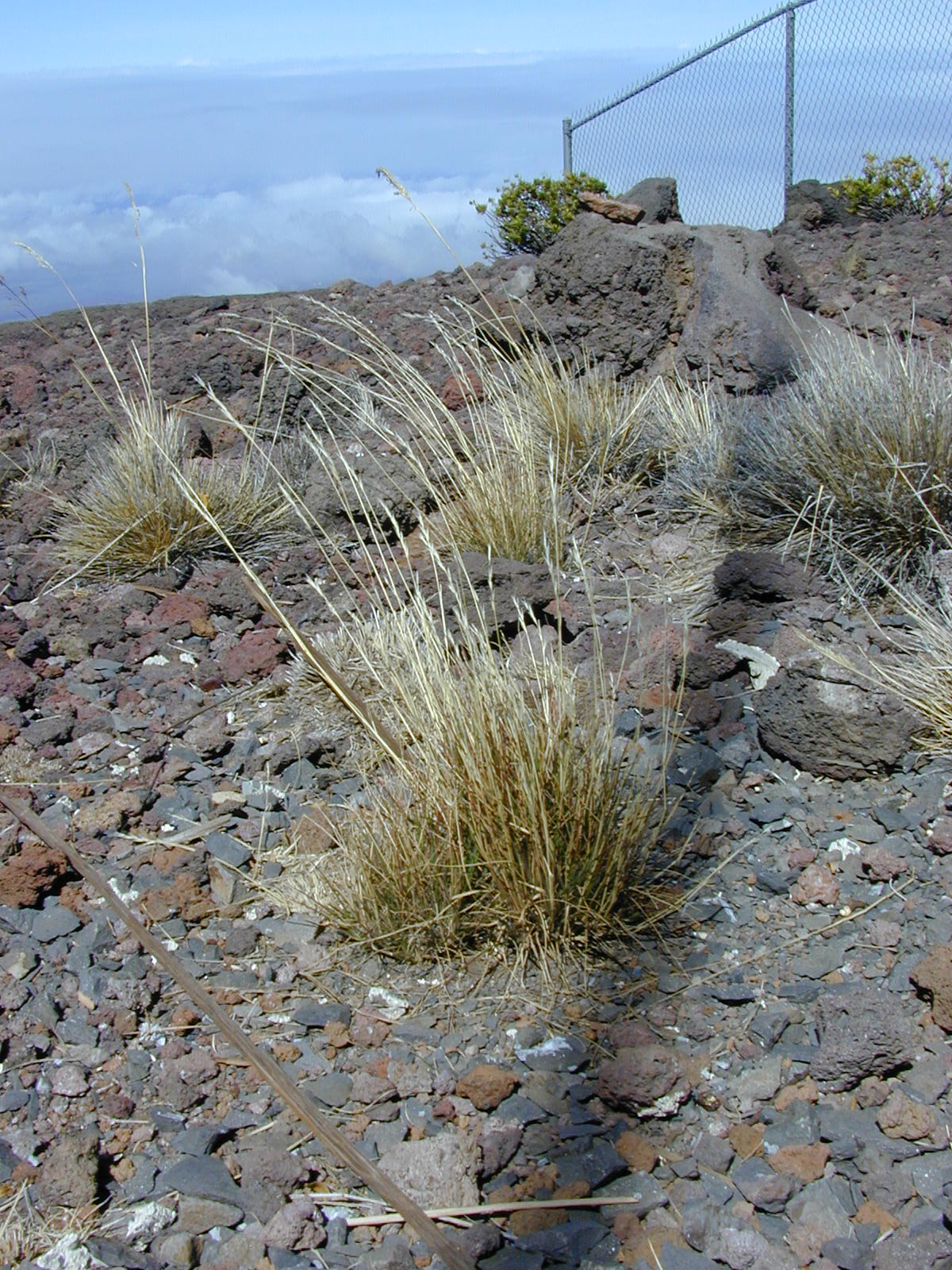
A vadonban
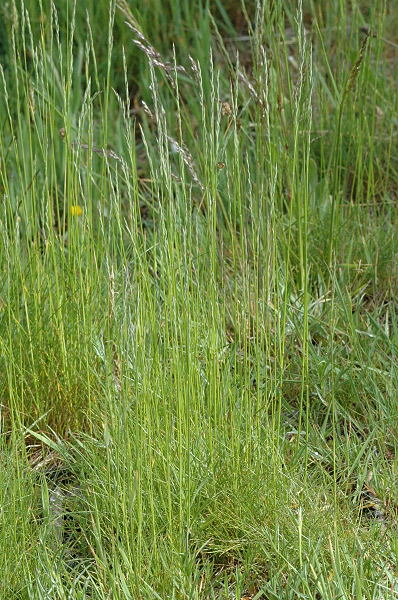
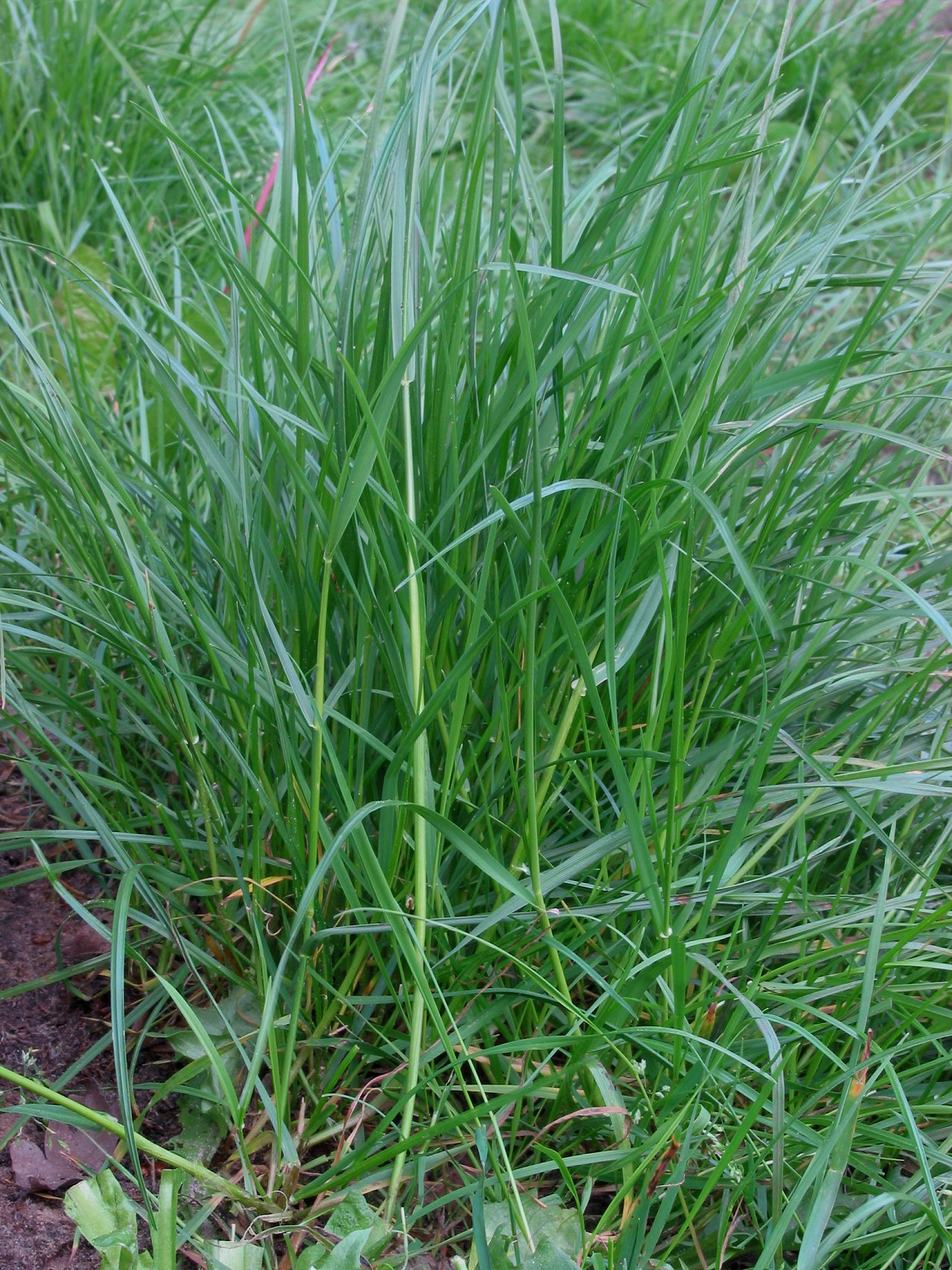
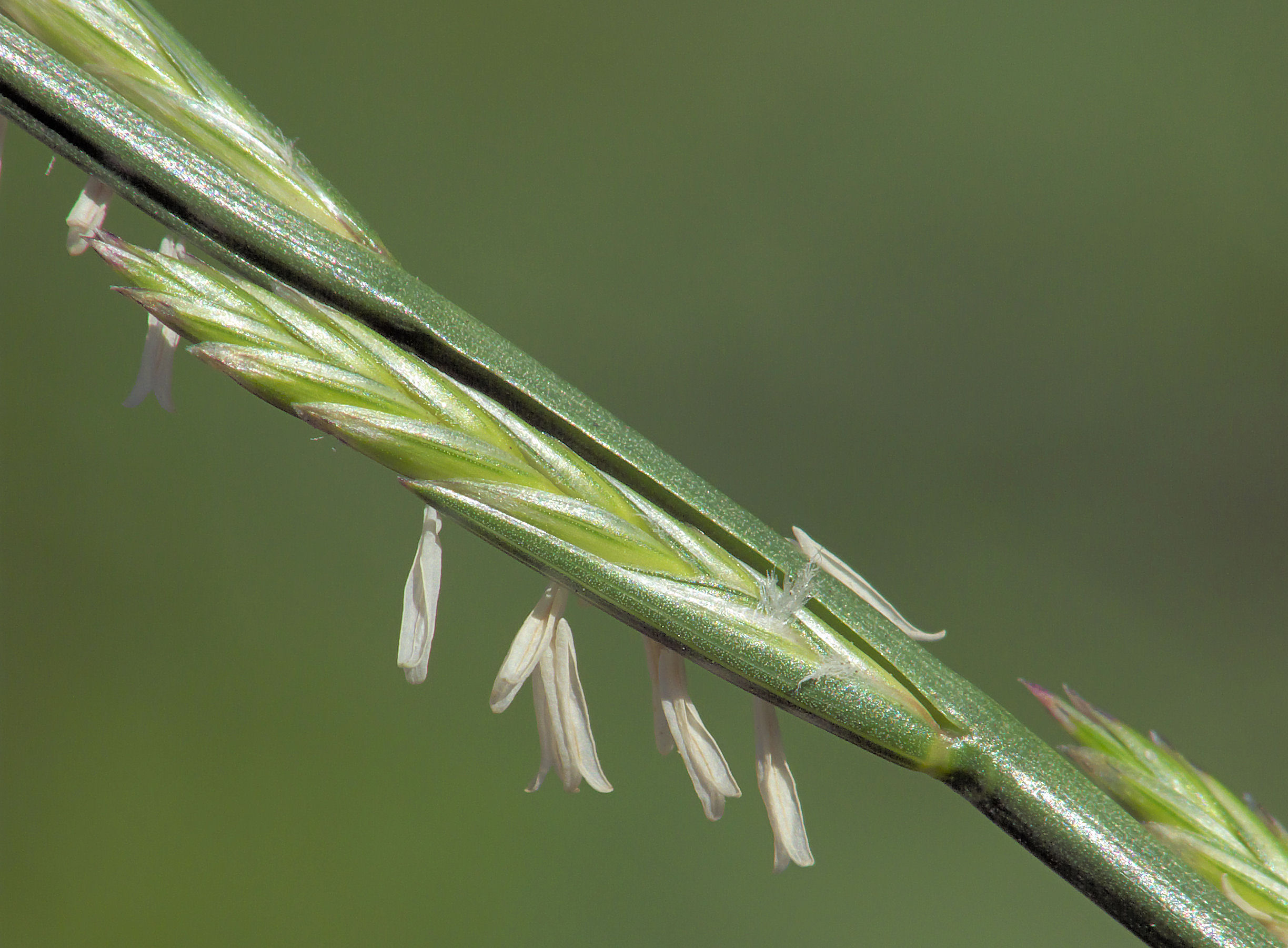
Kalászvirágzatai
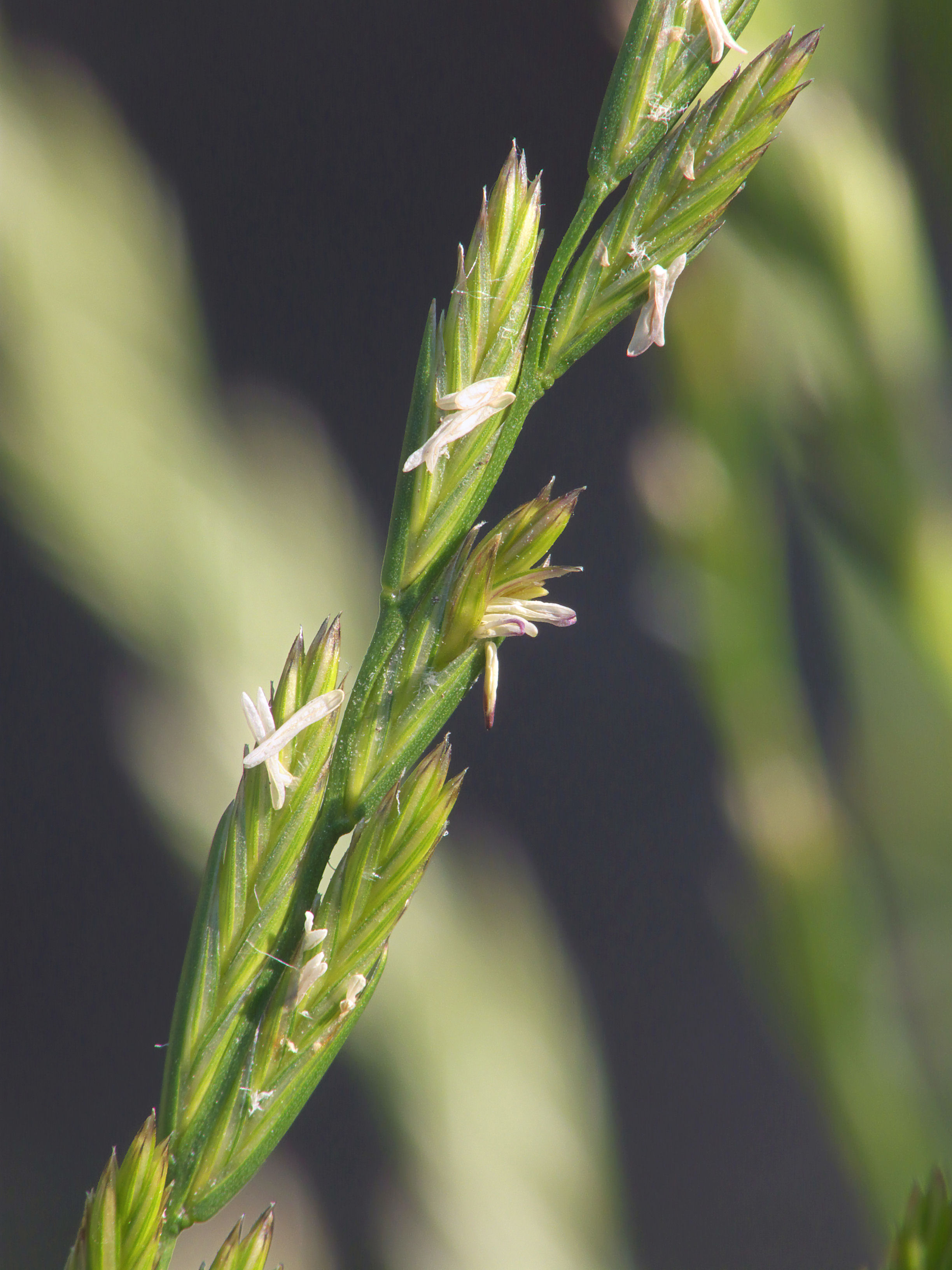
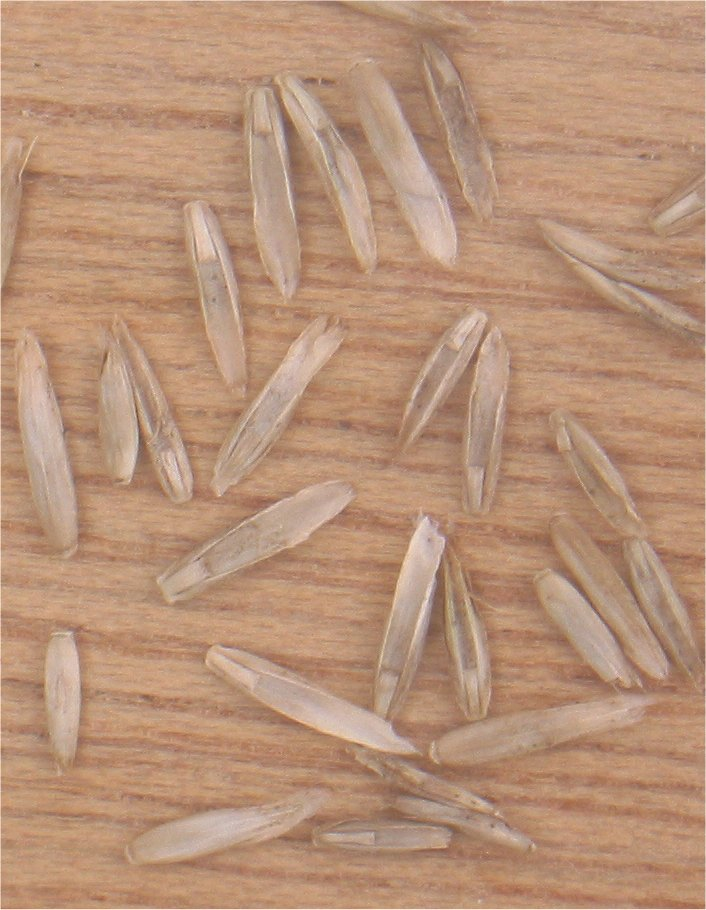
Termései
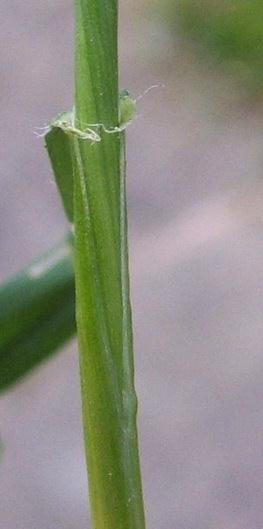
Szárai
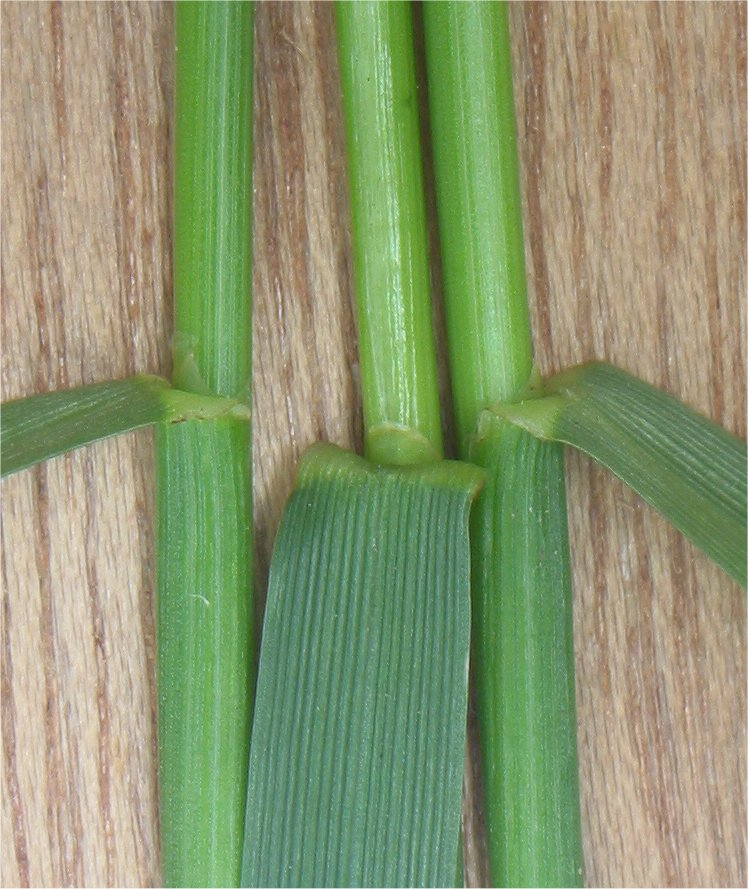
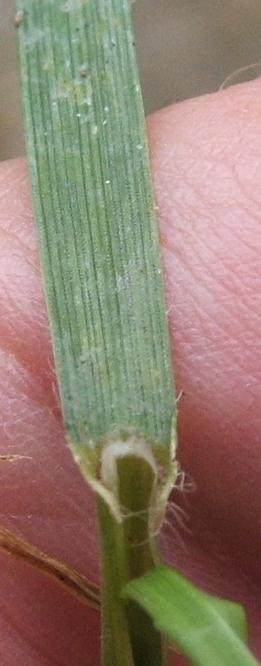
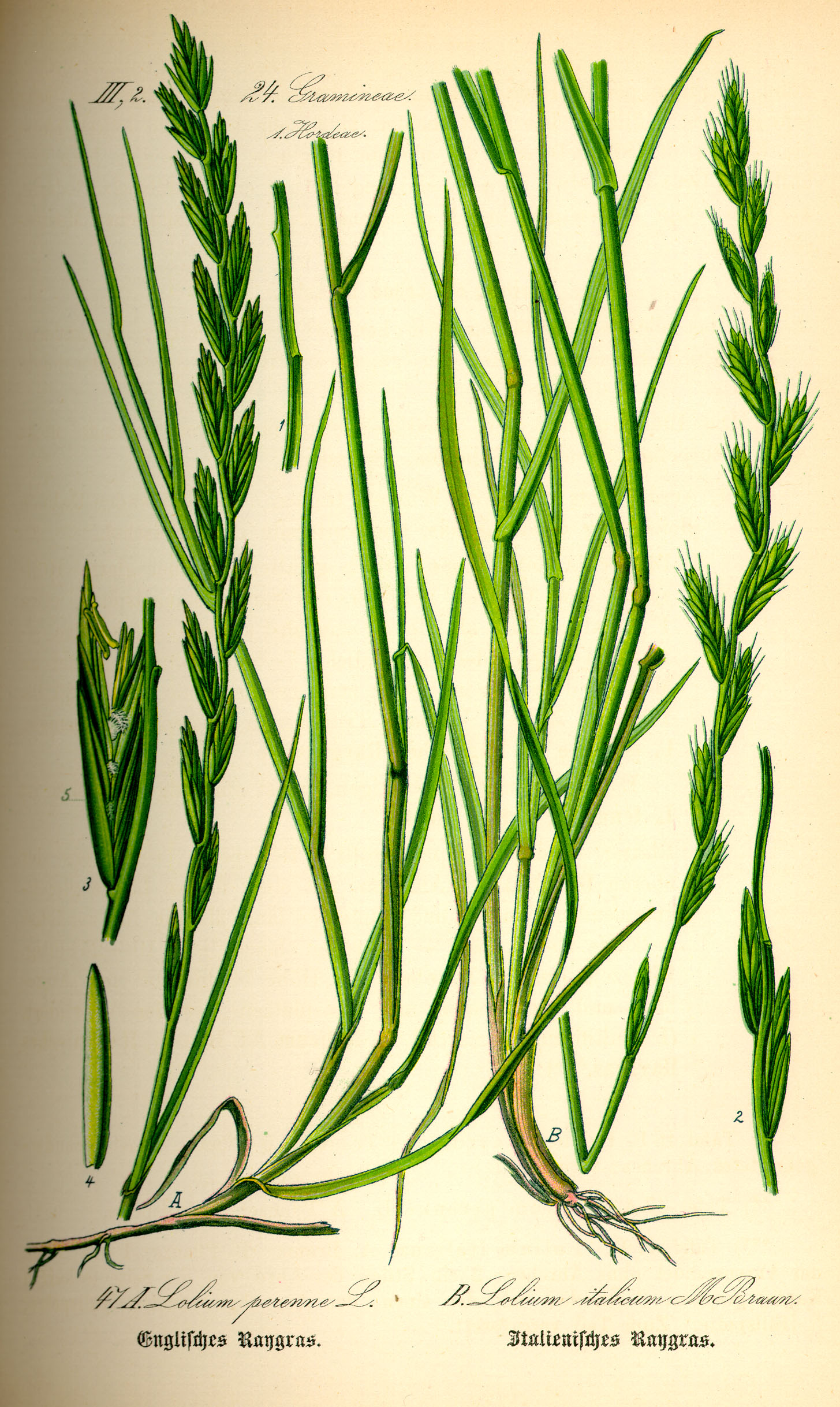
Rajzok a növényről
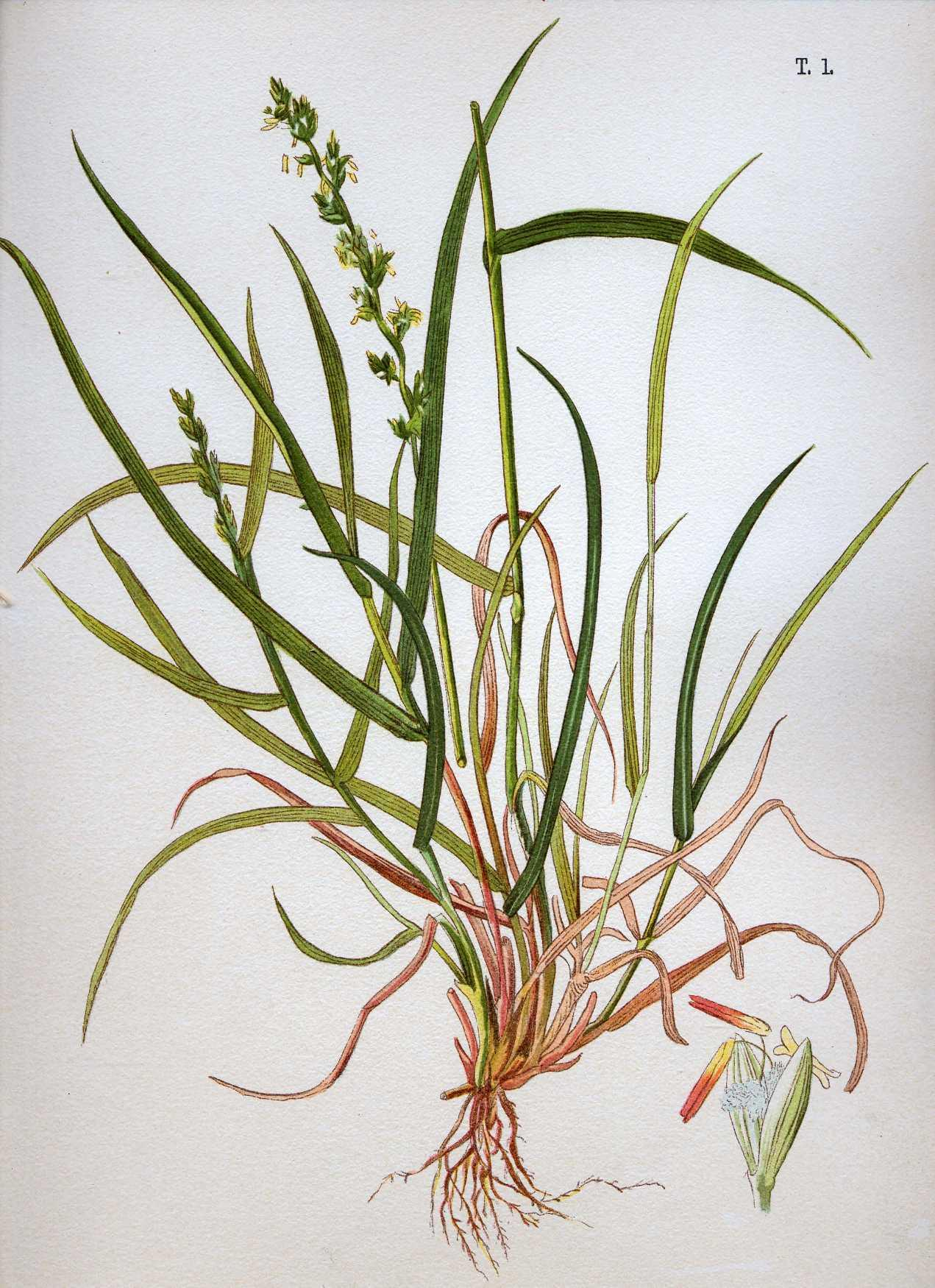